# Blauwtorentunnel
De Blauwtorentunnel is een tunnel in de Belgische stad Antwerpen, gelegen onder de de Leien aan de Nationale Bank. De Blauwtorentunnel begint op de N1 (Frankrijklei) richting zuid en komt uit op de N184 (Van Eycklei). Het verkeer kan enkel in deze richting door de tunnel. De naam is afgeleid van het nabijgelegen Blauwtorenplein.
De Blauwtorentunnel vormt een complex met de Van Eycktunnel, de Gasthuistunnel en de ondergrondse parking 'Nationale Bank'. De tunnels werden opengesteld voor het verkeer op 14 januari 2008.
De maximale hoogte is 2,80 m, waardoor vrachtwagens niet toegelaten zijn, en de maximale snelheid is 30 km/u. De lengte van deze tunnel is 241 m. De verlichting in deze tunnel is blauw. Zo kunnen bij pech of ongevallen de hulpdiensten snel naar de juiste tunnel geleid worden.
Bevrijdingstunnel · Blauwtorentunnel · Bolivartunnel · Jeanne Brabantstunnel · Jos Brabantstunnel · Craeybeckxtunnel · Frans Tijsmanstunnel · Gasthuistunnel · Jan De Vostunnel · Kennedytunnel · Krijgsbaantunnel · Liefkenshoektunnel · Sint-Annatunnel · Van Eycktunnel · Valaartunnel · Waaslandtunnel